# 히노마루 스모
《히노마루 스모》(火ノ丸相撲)는 「주간 소년 점프」 2014년 26호부터 2019년 34호까지 연재한 일본의 미우라 타다히로(일본어: ミウラタダヒロ) 작가의 스포츠, 학원 만화다.

## 줄거리
초등학교 시절 어린이 씨름에서 최고를 추구하면서도 이후 체격이 성장하지 않고 중학교 때 굴욕의 시대를 지내다 자그마한 몸이면서 스모를 사랑하고 언젠가는 하늘에도 명성 닿은 요코즈나를 목표로 하는 호쾌한 고교생 우시오 히노마루의 활약을 그린다.